# Elezioni regionali in Molise del 2018
Le elezioni regionali del 2018 in Molise si sono svolte il 22 aprile 2018 ed hanno visto la vittoria del candidato della coalizione di centro-destra Donato Toma con circa il 43,5% dei voti che ha battuto il candidato del Movimento 5 Stelle Andrea Greco, secondo con il 38,7% dei suffragi, in terza posizione il candidato del centro-sinistra Carlo Veneziale con il 17,1%.
Donato Toma ha potuto contare sulla maggioranza dei seggi in consiglio regionale (13/21), garantita alla sua coalizione dalla legge elettorale; consiglio regionale completato da 6 eletti nelle liste del Movimento 5 Stelle e 2 nelle liste della coalizione di centro-sinistra. Queste elezioni rappresentarono il massimo storico che il Movimento 5 Stelle riuscì ad ottenere in un'elezione regionale.
Inizialmente previste in concomitanza con le elezioni politiche del 4 marzo, sono state rinviate per problematiche connesse alla nuova legge elettorale approvata dal consiglio regionale il 20 dicembre 2017 e modificata in alcuni punti anche nel mese di gennaio che necessitava il visto da parte del Governo.

## Storia
Il centro-sinistra, dopo la rinuncia del presidente uscente del PD Paolo di Laura Frattura, a correre per un secondo mandato, aveva indicato come proprio candidato l'ex ministro e magistrato Antonio Di Pietro, sul quale era converso l'appoggio anche di Liberi e Uguali, Italia dei Valori e formazioni civiche; tuttavia lo stesso Di Pietro ha rifiutato la candidatura.. La scelta è quindi ricaduta sull'assessore allo sviluppo economico uscente Carlo Veneziale.
Andrea Greco è il candidato sostenuto dal Movimento 5 Stelle.
Il 15 marzo, dopo cinque candidature consecutive di Angelo Michele Iorio, viene nominato alla guida della coalizione di centro-destra il commercialista Donato Toma.

## Sistema elettorale
Il Consiglio regionale del Molise è composto da venti consiglieri più il presidente della Giunta Regionale, per un totale di 21 membri.
Queste sono le prime elezioni che si terranno con la nuova normativa approvata il 5 dicembre 2017 e parzialmente modificata il 24 gennaio 2018.
La nuova normativa prevede che il territorio del Molise sia costituito in un'unica circoscrizione, superando le due precedenti circoscrizioni provinciali.
Non è consentito il voto disgiunto. Per ogni coalizione o lista singola, l'attribuzione dei seggi si effettua tenendo conto sia dei voti alle liste che dei voti al solo candidato presidente.
La coalizione collegata al presidente eletto ha diritto ad almeno 12 seggi (e in ogni caso non più di 14), oltre a quello del Presidente. Viene superato il listino regionale bloccato: tutti i seggi saranno attribuiti alle liste. 
Il candidato presidente arrivato secondo viene eletto consigliere regionale, ottenendo uno dei seggi attribuiti alla propria lista o coalizione.
Per quanto riguarda le soglie di sbarramento, sono escluse dalla ripartizione dei seggi:
- la lista o le liste collegate a un candidato presidente che abbia ottenuto meno dell'8% dei voti[12]
- le liste che abbiano ottenuto meno del 3% dei voti[13]

## Candidati
- Agostino Di Giacomo, sostenuto da CasaPound.[14]
- Andrea Greco, sostenuto dal Movimento 5 Stelle.[14]
- Donato Toma, sostenuto da una coalizione di centrodestra composta da: Forza Italia, Lega, Fratelli d’Italia, Unione di Centro, Popolari per l'Italia, Noi con l'Italia assieme alla lista "Iorio per il Molise", Movimento Nazionale per la Sovranità, Il Popolo della Famiglia e dalla lista civica "Orgoglio Molise".[14]
- Carlo Veneziale, sostenuto da una coalizione di centro-sinistra composta da: Partito Democratico, Liberi e Uguali, Centro Democratico assieme alla lista civica "Molise 2.0", dalle liste civiche "Unione per il Molise" e "Il Molise di Tutti".[14]

## Affluenza
Il corpo elettorale per le elezioni del 22 aprile 2018 risultava composto da 331.253 elettori. Alla chiusura dei seggi l'affluenza definitiva si è attestata al 52,17%, in calo rispetto al 2018 del 9,46%.
| Provincia | Affluenza | Variazione |
| --------- | --------- | ---------- |
| Molise    | 52,17%    | 9,46%      |

## Risultati elettorali
|                                                                 | Donato Toma (Toma Presidente) ✔️ Presidente                     | 73 229                                                          | 43,69 | Forza Italia        | 13 627  | 9,38  | 3  |  |  |
| Orgoglio Molise                                                 | Donato Toma (Toma Presidente) ✔️ Presidente                     | 73 229                                                          | 43,69 | 12 122              | 8,34    | 2     |    |  |  |
| Lega                                                            | Donato Toma (Toma Presidente) ✔️ Presidente                     | 73 229                                                          | 43,69 | 11 956              | 8,23    | 2     |    |  |  |
| Popolari per l'Italia                                           | Donato Toma (Toma Presidente) ✔️ Presidente                     | 73 229                                                          | 43,69 | 10 351              | 7,12    | 2     |    |  |  |
| Unione di Centro                                                | Donato Toma (Toma Presidente) ✔️ Presidente                     | 73 229                                                          | 43,69 | 7 429               | 5,11    | 1     |    |  |  |
| Fratelli d'Italia                                               | Donato Toma (Toma Presidente) ✔️ Presidente                     | 73 229                                                          | 43,69 | 6 461               | 4,45    | 1     |    |  |  |
| Iorio per il Molise - Noi con l'Italia                          | Donato Toma (Toma Presidente) ✔️ Presidente                     | 73 229                                                          | 43,69 | 5 204               | 3,58    | 1     |    |  |  |
| Movimento Nazionale per la Sovranità                            | Donato Toma (Toma Presidente) ✔️ Presidente                     | 73 229                                                          | 43,69 | 3 924               | 2,70    | –     |    |  |  |
| Il Popolo della Famiglia                                        | Donato Toma (Toma Presidente) ✔️ Presidente                     | 73 229                                                          | 43,69 | 603                 | 0,41    | –     |    |  |  |
|                                                                 | Andrea Greco                                                    | 64 875                                                          | 38,70 | Movimento 5 Stelle  | 45 886  | 31,57 | 5  |  |  |
| Seggio assegnato al candidato presidente classificatosi secondo | Seggio assegnato al candidato presidente classificatosi secondo | Seggio assegnato al candidato presidente classificatosi secondo | 38,70 | 1                   |         |       |    |  |  |
|                                                                 | Carlo Veneziale (Veneziale Presidente)                          | 28 818                                                          | 17,19 | Partito Democratico | 13 122  | 9,03  | 2  |  |  |
| Liberi e Uguali in Molise                                       | Carlo Veneziale (Veneziale Presidente)                          | 28 818                                                          | 17,19 | 4 784               | 3,29    | –     |    |  |  |
| Molise 20 - Centro Democratico                                  | Carlo Veneziale (Veneziale Presidente)                          | 28 818                                                          | 17,19 | 3 459               | 2,38    | –     |    |  |  |
| Unione per il Molise                                            | Carlo Veneziale (Veneziale Presidente)                          | 28 818                                                          | 17,19 | 3 233               | 2,22    | –     |    |  |  |
| Il Molise di Tutti                                              | Carlo Veneziale (Veneziale Presidente)                          | 28 818                                                          | 17,19 | 2 716               | 1,87    | –     |    |  |  |
|                                                                 | Agostino Di Giacomo                                             | 707                                                             | 0,42  | Casapound Italia    | 477     | 0,33  | –  |  |  |
| Totale                                                          | Totale                                                          | 167 629                                                         | 100   |                     | 145 354 | 100   | 20 |  |  |
|                                                                 |                                                                 |                                                                 |       |                     |         |       |    |  |  |
| Schede bianche                                                  | Schede bianche                                                  | 1 462                                                           | 0,85  |                     |         |       |    |  |  |
| Schede nulle                                                    | Schede nulle                                                    | 2 860                                                           | 1,65  |                     |         |       |    |  |  |
| Votanti                                                         | Votanti                                                         | 172 823                                                         | 52,17 |                     |         |       |    |  |  |
| Elettori                                                        | Elettori                                                        | 331 253                                                         |       |                     |         |       |    |  |  |
|                                                                 |                                                                 |                                                                 |       |                     |         |       |    |  |  |
| Fonte: Ministero dell'interno                                   |                                                                 |                                                                 |       |                     |         |       |    |  |  |

## Consiglieri eletti
| Consigliere          | Consigliere                          | Lista               | Preferenze |
| -------------------- | ------------------------------------ | ------------------- | ---------- |
|                      | Nicola Cavaliere                     | Forza Italia        | 1.931      |
| Armandino D'Egidio   | 1.535                                | Forza Italia        |            |
| Roberto Di Baggio    | 1.319                                | Forza Italia        |            |
| Vincenzo Cotugno     | Orgoglio Molise                      | 3.308               |            |
| Gianluca Cefaratti   | Orgoglio Molise                      | 1.783               |            |
| Aida Romagnuolo      | Lega                                 | 1.682               |            |
| Filomena Calenda     | Lega                                 | 1.217               |            |
| Vincenzo Niro        | Popolari per l'Italia                | 2.236               |            |
| Andrea Di Lucente    | Popolari per l'Italia                | 1.686               |            |
| Salvatore Micone     | Unione di Centro                     | 1.738               |            |
| Angelo Michele Iorio | Iorio per il Molise-Noi con l'Italia | 2.106               |            |
| Quintino Pallante    | Fratelli d'Italia                    | 1.844               |            |
|                      | Patrizia Manzo                       | Movimento 5 Stelle  | 6.968      |
| Andrea Greco         | 3.495                                | Movimento 5 Stelle  |            |
| Angelo Primiani      | 3.895                                | Movimento 5 Stelle  |            |
| Vittorio Nola        | 2.284                                | Movimento 5 Stelle  |            |
| Valerio Fontana      | 2.246                                | Movimento 5 Stelle  |            |
| Fabio De Chirico     | 2.132                                | Movimento 5 Stelle  |            |
|                      | Vittorino Facciolla                  | Partito Democratico | 4.078      |
| Micaela Fanelli      | 2.259                                | Partito Democratico |            |

## Galleria d'immagini

Distacco tra il primo e il secondo candidato